# Hypnum oldhamii
Hypnum oldhamii là một loài Rêu trong họ Hypnaceae. Loài này được (Mitt.) A. Jaeger mô tả khoa học đầu tiên năm 1880.